# Стеркулии лист
Настойка стеркулии (Tinctura Sterculiae) — средство, стимулирующее центральную нервную систему.

## Общая информация
Настойка (1:5) на 70-процентном спирте листьев растения стеркулия платанолистная (Sterculia platanifolia).
Применяют как стимулирующее и тонизирующее средство при астении, переутомлении, понижении мышечного тонуса и т. п.
Курс лечения 3—4 недели.

## Физические свойства
Прозрачная жидкость зеленовато-бурого цвета, горьковатого вкуса.

## Форма выпуска
- во флаконах по 25 мл.